# Foulques le Vénérable
Pour les articles homonymes, voir Foulques.
Foulques le Vénérable, archevêque de Reims en 883 et chancelier.

## Biographie
Après la déposition de l'empereur Charles III le Gros en 887, il s'efforce de porter au trône de Francie son parent Guy de Spolète, et le fait même couronner à Langres en 888, mais les choses s'arrêtent là. En effet, lors du couronnement d'Eudes de Paris la même année, il se porte lui-même à la tête des partisans du nouveau souverain, tout en méditant divers complots contre lui ; il prend contact avec Arnulf de Carinthie, mais ce dernier a alors d'autres affaires à régler dans l'est de l'empire. Foulques soutient ensuite le roi Charles le Simple contre Eudes Ier, le couronne à Reims le 28 janvier 893 et parvient ensuite à faire se réconcilier les deux rivaux. Charles, reconnaissant, le nomme son chancelier.
Foulques est assassiné le 17 juin 900 près de Compiègne sur ordre de Baudouin II de Flandre, comte de Flandre, qui convoite l'abbaye Saint-Bertin, dont Foulques était abbé depuis 878.

## Source
Cet article comprend des extraits du Dictionnaire Bouillet. Il est possible de supprimer cette indication, si le texte reflète le savoir actuel sur ce thème, si les sources sont citées, s'il satisfait aux exigences linguistiques actuelles et s'il ne contient pas de propos qui vont à l'encontre des règles de neutralité de Wikipédia.